# القوانين الأمالفية

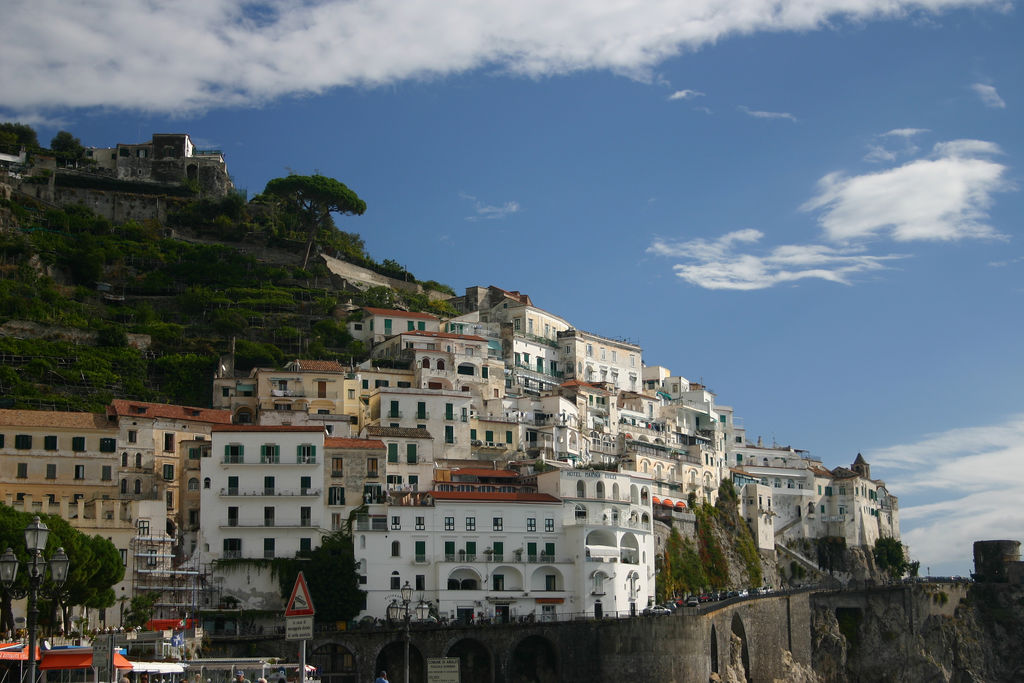
أمالفي.

القوانين الأمالفية هي مجموعة من القوانين البحرية التي جمعت في القرن الثاني عشر في أمالفي في إيطاليا. كانت بشكل لوح أمالفي، ودامت لقرون كمصدر متفق عليه في التعاملات الدولية التجارية واتخذت كنموذج.